# 徳川綱重
徳川 綱重（とくがわ つなしげ）は、江戸時代前期の大名。甲斐国甲府藩主。江戸幕府第6代将軍・徳川家宣の父、第3代将軍・徳川家光の三男、第4代将軍・徳川家綱の弟、第5代将軍・徳川綱吉の兄。母は側室の夏（順性院）、養母は伯母の天樹院（千姫）、乳母は松坂局。

## 生涯

### 出生、将軍の子として
母・夏が綱重を身ごもった際、家光は厄年にあたっており、災厄を避けるために姉の天樹院（千姫）を養母とした。これは当時、「厄年の2つ子は育たぬ（すなわち、厄年に生まれた場合、2歳まで育たないということ）」という迷信から、千姫を養母として、実際には千姫の侍女だった松坂局が養育した。
家光が亡くなる直前の1651年（慶安4年）4月、甲府藩15万石に封じられ、江戸・桜田の屋敷に住んだ。所領は甲斐国・武蔵国・信濃国・駿河国・近江国に散在した。その後、参議に補任がなされ、その唐名から甲府宰相の異名で呼ばれる。

### 将軍継嗣と早世
1654年（承応3年）、別邸・甲府浜屋敷（後の浜離宮）が建築される。
1661年（寛文元年）、10万石加増され、計25万石を領した。この頃、松坂局の侍女である於保良に手を出し、翌年である1662年（寛文2年）4月25日、長男・虎松（のち綱豊、家宣）が誕生した。
綱重は甲府25万石の藩主であったが、基本的には大名小路の江戸桜田御殿に定府した定府大名であり、藩政については家老の新見正信、諏訪頼郷が担当していた。また将軍の実弟のため、京都から関白・二条光平の娘を正室に迎えることが決まったので、身分の低い於保良との間に生まれた息子たち（後の家宣、清武）らをそれぞれ家臣の養子としている。しかし、正室との間に実子には恵まれず、また正室の死去などもあり、綱重は自らの後継者として庶長子の綱豊を手許に呼び戻して世子とした。
長兄で第4代将軍の家綱には継嗣が無く、そのため異母弟の綱重と綱吉が後継候補と見られていた。綱重は綱吉より年上であり、そのため次代への有力候補とされていた。しかし、綱重も余り頑健では無く病弱だったとされ、1670年（寛文10年）には病床に臥していたとされている。綱重は1678年（延宝6年）9月、兄・家綱に先立って35歳で死去した。
墓所は東京都港区増上寺。法名は、清揚院殿圓譽天安永和大居士。
綱重の死去から2年後に家綱も継嗣の無いまま死去し、弟・綱吉が後に第5代将軍となったが、綱吉にも子がなかったため、綱重の長男・綱豊が綱吉の養子となり、家宣と改名して第6代将軍となった。
関孝和を抱えるなど学問に理解があり、甲府に湯島聖堂と同様の聖堂を作ろうとした。綱重自身が甲斐へ赴いたことはないが、綱重期には在国の家臣団が主導し、釜無川の治水における徳島堰の開削などが行われた。
『武家勧懲記』によれば「綱重卿ハ自然ト権威備リ、剛勇有テ物毎好悪ノ意地ナク、行跡悠然トシテ、聡明叡智ノ御器量タリ」と評されている。

## 経歴
※日付は旧暦
- 1651年（慶安4年）4月3日、甲斐府中15万石に封ぜられる。
- 1653年（承応2年）8月12日、元服し、将軍徳川家綱の諱を一字賜わり、綱重と名乗る。同日、従四位下に叙位。左近衛権中将に任官。左馬頭兼任。弟・綱吉は、同日、従四位下右近衛権中将右馬頭に叙任。
  - 8月17日、正三位に昇叙。左近衛権中将兼左馬頭如元。弟・綱吉も同日、正三位昇叙。
- 1661年（寛文元年）閏8月9日、10万石加封。
  - 12月28日、参議に補任。弟・綱吉も同日参議に補任。
- 1678年（延宝6年）9月14日、薨去。伝通院（東京都文京区小石川）に埋葬。
- 1705年（宝永2年）9月21日、贈権中納言
  - 10月5日、増上寺（東京都港区芝公園）に改葬。
- 1710年（宝永7年）8月23日、贈正一位太政大臣征夷大将軍。薨去後に征夷大将軍が贈られた一例である。

※参考資料＝系図纂要、大日本史料総合データベース

## 贈征夷大将軍の辞令（宣旨）
徳川綱重　贈征夷大将軍の辞令（宣旨）　章弘宿禰記
```
故權中納言源朝臣綱重
權右少辨藤原朝臣永資傳宣
權中納言藤原朝臣共方宣
奉　勅宜被贈征夷大將軍者
寳永七年八月廿三日
修理東大寺大佛長官主殿頭兼左大史小槻宿禰章弘　奉
```

（訓読文）
```
故権中納言源朝臣綱重
権右少弁藤原朝臣永資（
日野永資
、正五位下）伝へ宣（の）る
権中納言藤原朝臣共方（
梅小路共方
、従二位）宣（の）る
勅（みことのり）を奉（うけたまは）るに、宜しく征夷大将軍を贈らるるべし者（てへり）
宝永7年（1710年）8月23日
修理東大寺大仏長官主殿頭兼左大史小槻宿禰章弘（
壬生章弘
、正五位上）奉（うけたまは）る
```

## 遺体について
1959年に移転改築された際、6月から9月に遺体の調査が行われたが、四肢骨から推定した身長は160.1センチメートルであった。この調査については、鈴木尚の『骨は語る 徳川将軍・大名家の人びと』、『増上寺徳川将軍墓とその遺品・遺体』を参照。

## 徳川綱重が登場する作品
映画
- 大殺陣（1964年） 可知靖之
- 江戸城大乱（1991年） 神田正輝

テレビドラマ
- 大奥（1983年、フジテレビ） 武田祐介→沖田浩之
- 大奥〜第一章〜 スペシャル（2004年、フジテレビ） 山田健太
- 大奥〜誕生［有功・家光篇］（2012年、TBS） 牛島七菜子※男女逆転設定

小説
- 浪人若さま新見左近（佐々木裕一・著　コスミック時代文庫） 回想シーンに登場。愛刀安綱と葵一刀流の真実を左近に告げる。
- 暴れ宰相 徳川綱重（鷹井伶・著 コスミック時代文庫）